# 새뮤얼 팔미사노

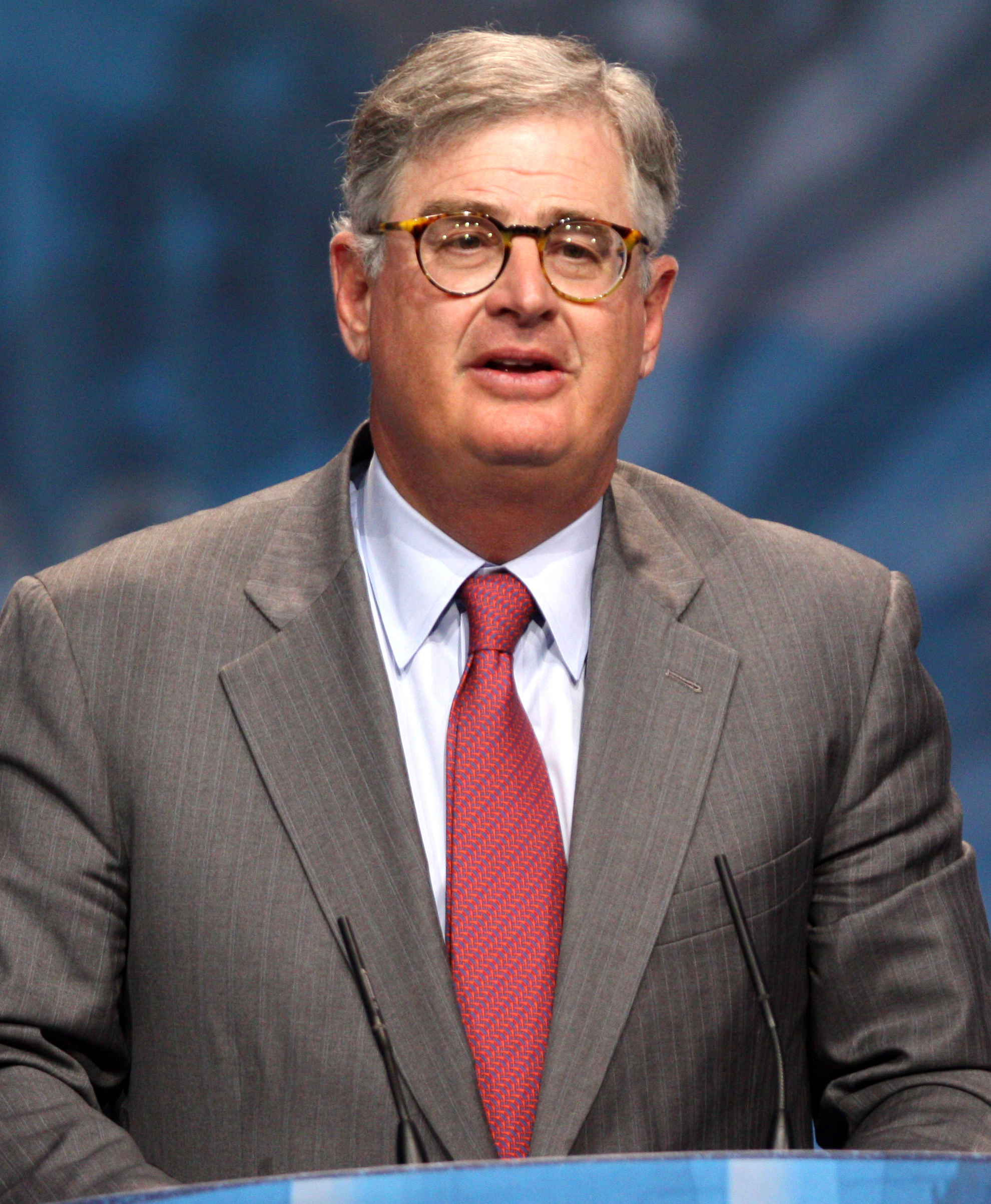
2013년 3월.

새뮤얼 팔미사노(Samuel J. Palmisano, 1951년 7월 30일 ~ )은 미국의 기업인이다. 2002년 루 거스너의 뒤를 이어 IBM의 CEO를 맡아 10년 동안 회사의 기반을 튼튼히 했다는 평가를 받는다. 2012년 1월 1일 회장으로 물러났다.

## 성장
메릴랜드주 볼티모어에서 자동차 수리소를 운영하는 중산층 가정에서 태어났다. 고등학교 때부터 미식축구 선수로 활동했으며, 존스 홉킨스 대학에서 역사학 학사 학위를 취득하였다.

## 경력
1973년 영업사원으로 IBM에 입사해 1993년 통합 시스템 솔루션 담당 사장, 2000년 사장 겸 최고운영책임자(COO), 2002년 CEO로 승진했다.